# Huperzia petiolata
Huperzia petiolata là một loài thực vật có mạch trong Họ Thạch tùng. Loài này được (C.B. Clarke) R.D. Dixit mô tả khoa học đầu tiên năm 1980.